# Triptyque des Monts et Châteaux 2017
La 22e édition du Triptyque des Monts et Châteaux a eu lieu du 31 mars au 2 avril 2017. Elle fait partie du calendrier UCI Europe Tour 2017 en catégorie 2.2.

## Présentation

### Parcours
La 1re étape se déroule le vendredi 31 mars sur une distance de 166,5 kilomètres, dont 104,7 kilomètres en ligne et deux tours d'un circuit local de 30,9 kilomètres. La signature de la feuille de départ est prévue de 10 h 45 à 11 h 40 sur la place de Flobecq. Le départ fictif de cette étape est donné à 11 h 55. Il y a trois sprints à bonifications qui comptent pour le classement des rushs et quatre grands prix de la montagne de 1re catégorie. L'arrivée est prévue à 15 h 52 rue Royale à Warcoing.
La 2e étape se déroule le samedi 1er avril sur une distance de 148,9 kilomètres, dont 113,3 kilomètres en ligne et tours d'un circuit local de 17,8 kilomètres. La signature de la feuille de départ est prévue de 11 h 30 à 12 h 15 sur la grand place de Frasnes-lez-Buissenal. Le départ est donné à 12 h 30. Il y a trois sprints à bonifications qui comptent pour le classement des rushs et cinq grands prix de la montagne, à savoir deux de 1re catégorie et trois de 2de catégorie. L'arrivée est prévue à 16 h 10 rue du centre à Péronnes-lez-Antoing.
La 3e étape secteur a se déroule dans la matinée du dimanche 2 avril sous la forme d'un contre-la-montre individuel de 10,3 kilomètres à Chièvres. Le premier départ est donné rue d'Ath, au niveau du moulin de la Hunelle, à 9 h 15 et la première arrivée est prévue quinze minutes plus tard. Les départs ont lieu de minute en minute. Sur une base de 150 coureurs restant en course, le dernier départ est prévu à 11 h 45 pour une dernière arrivée sur la grand place à 12 h.
La 3e étape secteur b se déroule dans l'après-midi du dimanche 2 avril sur une distance de 97,7 kilomètres, dont 60,1 kilomètres en ligne et deux tours d'un circuit local de 18,8 kilomètres. La signature de la feuille de départ est prévue de 14 h à 14 h 45 et le départ fictif sera donné à 15 h sur la grand place d'Ath. Il y a trois rushs dont un sprint à bonifications, et six grands prix de la montagne, à savoir trois de 1re catégorie et trois de 2de catégorie. L'arrivée est prévue à 17 h 25 sur la grand place de Chièvres.
La distance totale à parcourir est de 423,4 kilomètres.

### Équipes
| Équipes continentales                      | Équipes continentales | Équipes continentales |
| Nom de l'équipe                            | Pays                  | Code                  |
| ------------------------------------------ | --------------------- | --------------------- |
| AGO-Aqua Service                           | Belgique              | AAS                   |
| An Post-ChainReaction                      | Irlande               | SKT                   |
| Axeon-Hagens Berman                        | États-Unis            | AHB                   |
| Christina Jewelry-Kuma p/b Officine Mattio | Danemark              | CPH                   |
| Differdange-Losch                          | Luxembourg            | CCD                   |
| Felbermayr Simplon Wels                    | Autriche              | RSW                   |
| Leopard                                    | Luxembourg            | LPC                   |
| Metec-TKH-Mantel                           | Pays-Bas              | MET                   |
| SEG Racing Academy                         | Pays-Bas              | SEG                   |
| Sunweb Development                         | Allemagne             | DSU                   |
| T.Palm-Pôle Continental Wallon             | Belgique              | PCW                   |
| Tarteletto-Isorex                          | Belgique              | TIS                   |
| Véloconcept                                | Danemark              | TVC                   |
| Wiggins                                    | Royaume-Uni           | WGN                   |

| Équipes régionales et de clubs     | Équipes régionales et de clubs | Équipes régionales et de clubs |
| Nom de l'équipe                    | Pays                           | Code                           |
| ---------------------------------- | ------------------------------ | ------------------------------ |
| Baguet-MIBA Poorten-Indulek-Derito | Belgique                       | -                              |
| BMC Development                    | États-Unis                     | -                              |
| EFC-L&R-Vulsteke                   | Belgique                       | -                              |
| Home Solutions-Anmapa-Soenens      | Belgique                       | -                              |
| Lotto-Soudal U23                   | Belgique                       | -                              |
| Meubelen Gaverzicht-Glascentra     | Belgique                       | -                              |
| NaturaBlue                         | Belgique                       | -                              |
| United Cycling Sint-Truiden        | Belgique                       | -                              |
| VL Technics-Experza-Abutriek       | Belgique                       | -                              |

## Étapes
Cette 22e édition comporte quatre étapes dont un contre-la-montre individuel.
| Étape      | Date    | Villes étapes                                | type                        | Distance (km) | Vainqueur d'étape | Leader du classement général |
| ---------- | ------- | -------------------------------------------- | --------------------------- | ------------- | ----------------- | ---------------------------- |
| 1re étape  | 31 mars | Flobecq – Warcoing                           |                             |               | Daniel Auer       | Christopher Lawless          |
| 2e étape   | 1 avr.  | Frasnes-lez-Buissenal – Péronnes-lez-Antoing |                             |               | Jasper Philipsen  | Christopher Lawless          |
| 3e a étape | 2 avr.  | Chièvres – Chièvres                          | contre-la-montre individuel |               | Neilson Powless   | Jasper Philipsen             |
| 3e b étape | 2 avr.  | Ath – Chièvres                               |                             |               | Aksel Nõmmela     | Jasper Philipsen             |

## Déroulement de la course

### 1reétape
| \| Classement de l'étape \| Classement de l'étape \| Classement de l'étape \| Classement de l'étape \| Classement de l'étape \| \| Coureur \| Coureur \| Pays \| Équipe \| Temps \| \| --------------------- \| --------------------- \| --------------------- \| ------------------------------ \| --------------------- \| \| 1er \| Daniel Auer \| Autriche \| Felbermayr Simplon Wels \| 3 h 55 min 44 s \| \| 2e \| Christopher Lawless \| Royaume-Uni \| Axeon-Hagens Berman \| + 0 s \| \| 3e \| Mathias Van Gompel \| Belgique \| Lotto-Soudal U23 \| + 0 s \| \| 4e \| Cédric Beullens \| Belgique \| EFC-L&R-Vulsteke \| + 0 s \| \| 5e \| Maximilien Picoux \| Belgique \| T.Palm-Pôle Continental Wallon \| + 0 s \| \| 6e \| Alexander Krieger \| Allemagne \| Leopard Pro Cycling \| + 0 s \| \| 7e \| Neilson Powless \| États-Unis \| Axeon-Hagens Berman \| + 0 s \| \| 8e \| Milan Menten \| Belgique \| Lotto-Soudal U23 \| + 0 s \| \| 9e \| Ruben Zepuntke \| Allemagne \| Development Team Sunweb \| + 0 s \| \| 10e \| Maxime De Poorter \| Belgique \| EFC-L&R-Vulsteke \| + 0 s \| |                     |             |                                |                 |
| |                     |             |                                |                 |
| Source : ProCyclingStats |                     |             |                                |                 |
| Classement de l'étape |                     |             |                                |                 |
| Coureur | Coureur             | Pays        | Équipe                         | Temps           |
| 1er | Daniel Auer         | Autriche    | Felbermayr Simplon Wels        | 3 h 55 min 44 s |
| 2e | Christopher Lawless | Royaume-Uni | Axeon-Hagens Berman            | + 0 s           |
| 3e | Mathias Van Gompel  | Belgique    | Lotto-Soudal U23               | + 0 s           |
| 4e | Cédric Beullens     | Belgique    | EFC-L&R-Vulsteke               | + 0 s           |
| 5e | Maximilien Picoux   | Belgique    | T.Palm-Pôle Continental Wallon | + 0 s           |
| 6e | Alexander Krieger   | Allemagne   | Leopard Pro Cycling            | + 0 s           |
| 7e | Neilson Powless     | États-Unis  | Axeon-Hagens Berman            | + 0 s           |
| 8e | Milan Menten        | Belgique    | Lotto-Soudal U23               | + 0 s           |
| 9e | Ruben Zepuntke      | Allemagne   | Development Team Sunweb        | + 0 s           |
| 10e | Maxime De Poorter   | Belgique    | EFC-L&R-Vulsteke               | + 0 s           |

| \| Classement général \| Classement général \| Classement général \| Classement général \| Classement général \| \| Coureur \| Coureur \| Pays \| Équipe \| Temps \| \| ------------------ \| ------------------- \| ------------------ \| ------------------------------ \| ------------------ \| \| 1er \| Christopher Lawless \| Royaume-Uni \| Axeon-Hagens Berman \| 3 h 55 min 32 s \| \| 2e \| Daniel Auer \| Autriche \| Felbermayr Simplon Wels \| + 2 s \| \| 3e \| Mathias Van Gompel \| Belgique \| Lotto-Soudal U23 \| + 6 s \| \| 4e \| Lionel Taminiaux \| Belgique \| AGO-Aqua Service \| + 9 s \| \| 5e \| Lukas Schlemmer \| Autriche \| Felbermayr Simplon Wels \| + 10 s \| \| 6e \| Nils Eekhoff \| Pays-Bas \| Development Team Sunweb \| + 11 s \| \| 7e \| Tanguy Turgis \| France \| BMC Development \| + 11 s \| \| 8e \| Patrick Müller \| Suisse \| BMC Development \| + 11 s \| \| 9e \| Cédric Beullens \| Belgique \| EFC-L&R-Vulsteke \| + 12 s \| \| 10e \| Maximilien Picoux \| Belgique \| T.Palm-Pôle Continental Wallon \| + 12 s \| |                     |             |                                |                 |
| |                     |             |                                |                 |
| Source : ProCyclingStats |                     |             |                                |                 |
| Classement général |                     |             |                                |                 |
| Coureur | Coureur             | Pays        | Équipe                         | Temps           |
| 1er | Christopher Lawless | Royaume-Uni | Axeon-Hagens Berman            | 3 h 55 min 32 s |
| 2e | Daniel Auer         | Autriche    | Felbermayr Simplon Wels        | + 2 s           |
| 3e | Mathias Van Gompel  | Belgique    | Lotto-Soudal U23               | + 6 s           |
| 4e | Lionel Taminiaux    | Belgique    | AGO-Aqua Service               | + 9 s           |
| 5e | Lukas Schlemmer     | Autriche    | Felbermayr Simplon Wels        | + 10 s          |
| 6e | Nils Eekhoff        | Pays-Bas    | Development Team Sunweb        | + 11 s          |
| 7e | Tanguy Turgis       | France      | BMC Development                | + 11 s          |
| 8e | Patrick Müller      | Suisse      | BMC Development                | + 11 s          |
| 9e | Cédric Beullens     | Belgique    | EFC-L&R-Vulsteke               | + 12 s          |
| 10e | Maximilien Picoux   | Belgique    | T.Palm-Pôle Continental Wallon | + 12 s          |

### 2eétape
| \| Classement de l'étape \| Classement de l'étape \| Classement de l'étape \| Classement de l'étape \| Classement de l'étape \| \| Coureur \| Coureur \| Pays \| Équipe \| Temps \| \| --------------------- \| --------------------- \| --------------------- \| ------------------------------ \| --------------------- \| \| 1er \| Jasper Philipsen \| Belgique \| BMC Development \| 3 h 28 min 44 s \| \| 2e \| Milan Menten \| Belgique \| Lotto-Soudal U23 \| + 0 s \| \| 3e \| Maarten van Trijp \| Pays-Bas \| Metec-TKH-Mantel \| + 0 s \| \| 4e \| Lionel Taminiaux \| Belgique \| AGO-Aqua Service \| + 0 s \| \| 5e \| Franklin Six \| Belgique \| AGO-Aqua Service \| + 0 s \| \| 6e \| Patrick Müller \| Suisse \| BMC Development \| + 0 s \| \| 7e \| Eddie Dunbar \| Irlande \| Axeon-Hagens Berman \| + 0 s \| \| 8e \| Jordi Warlop \| Belgique \| EFC-L&R-Vulsteke \| + 0 s \| \| 9e \| Jim Lindenburg \| Pays-Bas \| Metec-TKH-Mantel \| + 0 s \| \| 10e \| Maximilien Picoux \| Belgique \| T.Palm-Pôle Continental Wallon \| + 0 s \| |                   |          |                                |                 |
| |                   |          |                                |                 |
| Source : ProCyclingStats |                   |          |                                |                 |
| Classement de l'étape |                   |          |                                |                 |
| Coureur | Coureur           | Pays     | Équipe                         | Temps           |
| 1er | Jasper Philipsen  | Belgique | BMC Development                | 3 h 28 min 44 s |
| 2e | Milan Menten      | Belgique | Lotto-Soudal U23               | + 0 s           |
| 3e | Maarten van Trijp | Pays-Bas | Metec-TKH-Mantel               | + 0 s           |
| 4e | Lionel Taminiaux  | Belgique | AGO-Aqua Service               | + 0 s           |
| 5e | Franklin Six      | Belgique | AGO-Aqua Service               | + 0 s           |
| 6e | Patrick Müller    | Suisse   | BMC Development                | + 0 s           |
| 7e | Eddie Dunbar      | Irlande  | Axeon-Hagens Berman            | + 0 s           |
| 8e | Jordi Warlop      | Belgique | EFC-L&R-Vulsteke               | + 0 s           |
| 9e | Jim Lindenburg    | Pays-Bas | Metec-TKH-Mantel               | + 0 s           |
| 10e | Maximilien Picoux | Belgique | T.Palm-Pôle Continental Wallon | + 0 s           |

| \| Classement général \| Classement général \| Classement général \| Classement général \| Classement général \| \| Coureur \| Coureur \| Pays \| Équipe \| Temps \| \| ------------------ \| ------------------- \| ------------------ \| ------------------------------ \| ------------------ \| \| 1er \| Christopher Lawless \| Royaume-Uni \| Axeon-Hagens Berman \| 7 h 24 min 10 s \| \| 2e \| Jasper Philipsen \| Belgique \| BMC Development \| + 2 s \| \| 3e \| Milan Menten \| Belgique \| Lotto-Soudal U23 \| + 12 s \| \| 4e \| Tanguy Turgis \| France \| BMC Development \| + 14 s \| \| 5e \| Lionel Taminiaux \| Belgique \| AGO-Aqua Service \| + 15 s \| \| 6e \| Callum Scotson \| Australie \| BMC Development \| + 16 s \| \| 7e \| Patrick Müller \| Suisse \| BMC Development \| + 17 s \| \| 8e \| Maximilien Picoux \| Belgique \| T.Palm-Pôle Continental Wallon \| + 18 s \| \| 9e \| Neilson Powless \| États-Unis \| Axeon-Hagens Berman \| + 18 s \| \| 10e \| Jordi Warlop \| Belgique \| EFC-L&R-Vulsteke \| + 18 s \| |                     |             |                                |                 |
| |                     |             |                                |                 |
| Source : ProCyclingStats |                     |             |                                |                 |
| Classement général |                     |             |                                |                 |
| Coureur | Coureur             | Pays        | Équipe                         | Temps           |
| 1er | Christopher Lawless | Royaume-Uni | Axeon-Hagens Berman            | 7 h 24 min 10 s |
| 2e | Jasper Philipsen    | Belgique    | BMC Development                | + 2 s           |
| 3e | Milan Menten        | Belgique    | Lotto-Soudal U23               | + 12 s          |
| 4e | Tanguy Turgis       | France      | BMC Development                | + 14 s          |
| 5e | Lionel Taminiaux    | Belgique    | AGO-Aqua Service               | + 15 s          |
| 6e | Callum Scotson      | Australie   | BMC Development                | + 16 s          |
| 7e | Patrick Müller      | Suisse      | BMC Development                | + 17 s          |
| 8e | Maximilien Picoux   | Belgique    | T.Palm-Pôle Continental Wallon | + 18 s          |
| 9e | Neilson Powless     | États-Unis  | Axeon-Hagens Berman            | + 18 s          |
| 10e | Jordi Warlop        | Belgique    | EFC-L&R-Vulsteke               | + 18 s          |

### 3ea étape
La 3e étape secteur a est un contre-la-montre individuel qui se déroule dans Chièvres et ses environs.
| \| Classement de l'étape \| Classement de l'étape \| Classement de l'étape \| Classement de l'étape \| Classement de l'étape \| \| Coureur \| Coureur \| Pays \| Équipe \| Temps \| \| --------------------- \| --------------------- \| --------------------- \| ----------------------- \| --------------------- \| \| 1er \| Neilson Powless \| États-Unis \| Axeon-Hagens Berman \| 12 min 55 s \| \| 2e \| Eddie Dunbar \| Irlande \| Axeon-Hagens Berman \| + 0 s \| \| 3e \| Tom Wirtgen \| Luxembourg \| Leopard Pro Cycling \| + 1 s \| \| 4e \| William Barta \| États-Unis \| Axeon-Hagens Berman \| + 2 s \| \| 5e \| Jasper Philipsen \| Belgique \| BMC Development \| + 3 s \| \| 6e \| Leon Rohde \| Allemagne \| Development Team Sunweb \| + 5 s \| \| 7e \| Stan Dewulf \| Belgique \| Lotto-Soudal U23 \| + 5 s \| \| 8e \| Edoardo Affini \| Italie \| SEG Racing Academy \| + 6 s \| \| 9e \| Callum Scotson \| Australie \| BMC Development \| + 7 s \| \| 10e \| Jan Brockhoff \| Allemagne \| Leopard Pro Cycling \| + 8 s \| |                  |            |                         |             |
| |                  |            |                         |             |
| Source : ProCyclingStats |                  |            |                         |             |
| Classement de l'étape |                  |            |                         |             |
| Coureur | Coureur          | Pays       | Équipe                  | Temps       |
| 1er | Neilson Powless  | États-Unis | Axeon-Hagens Berman     | 12 min 55 s |
| 2e | Eddie Dunbar     | Irlande    | Axeon-Hagens Berman     | + 0 s       |
| 3e | Tom Wirtgen      | Luxembourg | Leopard Pro Cycling     | + 1 s       |
| 4e | William Barta    | États-Unis | Axeon-Hagens Berman     | + 2 s       |
| 5e | Jasper Philipsen | Belgique   | BMC Development         | + 3 s       |
| 6e | Leon Rohde       | Allemagne  | Development Team Sunweb | + 5 s       |
| 7e | Stan Dewulf      | Belgique   | Lotto-Soudal U23        | + 5 s       |
| 8e | Edoardo Affini   | Italie     | SEG Racing Academy      | + 6 s       |
| 9e | Callum Scotson   | Australie  | BMC Development         | + 7 s       |
| 10e | Jan Brockhoff    | Allemagne  | Leopard Pro Cycling     | + 8 s       |

| \| Classement général \| Classement général \| Classement général \| Classement général \| Classement général \| \| Coureur \| Coureur \| Pays \| Équipe \| Temps \| \| ------------------ \| ------------------- \| ------------------ \| ----------------------- \| ------------------ \| \| 1er \| Jasper Philipsen \| Belgique \| BMC Development \| 7 h 37 min 10 s \| \| 2e \| Neilson Powless \| États-Unis \| Axeon-Hagens Berman \| + 13 s \| \| 3e \| Eddie Dunbar \| Irlande \| Axeon-Hagens Berman \| + 13 s \| \| 4e \| Callum Scotson \| Australie \| BMC Development \| + 18 s \| \| 5e \| Stan Dewulf \| Belgique \| Lotto-Soudal U23 \| + 18 s \| \| 6e \| Christopher Lawless \| Royaume-Uni \| Axeon-Hagens Berman \| + 22 s \| \| 7e \| Tom Wirtgen \| Luxembourg \| Leopard Pro Cycling \| + 27 s \| \| 8e \| William Barta \| États-Unis \| Axeon-Hagens Berman \| + 28 s \| \| 9e \| Leon Rohde \| Allemagne \| Development Team Sunweb \| + 31 s \| \| 10e \| Jan Brockhoff \| Allemagne \| Leopard Pro Cycling \| + 34 s \| |                     |             |                         |                 |
| |                     |             |                         |                 |
| Source : ProCyclingStats |                     |             |                         |                 |
| Classement général |                     |             |                         |                 |
| Coureur | Coureur             | Pays        | Équipe                  | Temps           |
| 1er | Jasper Philipsen    | Belgique    | BMC Development         | 7 h 37 min 10 s |
| 2e | Neilson Powless     | États-Unis  | Axeon-Hagens Berman     | + 13 s          |
| 3e | Eddie Dunbar        | Irlande     | Axeon-Hagens Berman     | + 13 s          |
| 4e | Callum Scotson      | Australie   | BMC Development         | + 18 s          |
| 5e | Stan Dewulf         | Belgique    | Lotto-Soudal U23        | + 18 s          |
| 6e | Christopher Lawless | Royaume-Uni | Axeon-Hagens Berman     | + 22 s          |
| 7e | Tom Wirtgen         | Luxembourg  | Leopard Pro Cycling     | + 27 s          |
| 8e | William Barta       | États-Unis  | Axeon-Hagens Berman     | + 28 s          |
| 9e | Leon Rohde          | Allemagne   | Development Team Sunweb | + 31 s          |
| 10e | Jan Brockhoff       | Allemagne   | Leopard Pro Cycling     | + 34 s          |

### 3eb étape
| \| Classement de l'étape \| Classement de l'étape \| Classement de l'étape \| Classement de l'étape \| Classement de l'étape \| \| Coureur \| Coureur \| Pays \| Équipe \| Temps \| \| --------------------- \| --------------------- \| --------------------- \| ----------------------- \| --------------------- \| \| 1er \| Aksel Nõmmela \| Estonie \| Leopard Pro Cycling \| 2 h 13 min 22 s \| \| 2e \| Leon Rohde \| Allemagne \| Development Team Sunweb \| + 0 s \| \| 3e \| Christopher Lawless \| Royaume-Uni \| Axeon-Hagens Berman \| + 0 s \| \| 4e \| Jasper Philipsen \| Belgique \| BMC Development \| + 0 s \| \| 5e \| Alexander Krieger \| Allemagne \| Leopard Pro Cycling \| + 0 s \| \| 6e \| Daniel Auer \| Autriche \| Felbermayr Simplon Wels \| + 0 s \| \| 7e \| Milan Menten \| Belgique \| Lotto-Soudal U23 \| + 0 s \| \| 8e \| Jordi Warlop \| Belgique \| EFC-L&R-Vulsteke \| + 0 s \| \| 9e \| Dennis van der Horst \| Pays-Bas \| Metec-TKH-Mantel \| + 0 s \| \| 10e \| Bob Olieslagers \| Pays-Bas \| Metec-TKH-Mantel \| + 0 s \| |                      |             |                         |                 |
| |                      |             |                         |                 |
| Source : ProCyclingStats |                      |             |                         |                 |
| Classement de l'étape |                      |             |                         |                 |
| Coureur | Coureur              | Pays        | Équipe                  | Temps           |
| 1er | Aksel Nõmmela        | Estonie     | Leopard Pro Cycling     | 2 h 13 min 22 s |
| 2e | Leon Rohde           | Allemagne   | Development Team Sunweb | + 0 s           |
| 3e | Christopher Lawless  | Royaume-Uni | Axeon-Hagens Berman     | + 0 s           |
| 4e | Jasper Philipsen     | Belgique    | BMC Development         | + 0 s           |
| 5e | Alexander Krieger    | Allemagne   | Leopard Pro Cycling     | + 0 s           |
| 6e | Daniel Auer          | Autriche    | Felbermayr Simplon Wels | + 0 s           |
| 7e | Milan Menten         | Belgique    | Lotto-Soudal U23        | + 0 s           |
| 8e | Jordi Warlop         | Belgique    | EFC-L&R-Vulsteke        | + 0 s           |
| 9e | Dennis van der Horst | Pays-Bas    | Metec-TKH-Mantel        | + 0 s           |
| 10e | Bob Olieslagers      | Pays-Bas    | Metec-TKH-Mantel        | + 0 s           |

## Classements finals

### Classement général final
.
| \| Classement général \| Classement général \| Classement général \| Classement général \| Classement général \| \| Coureur \| Coureur \| Pays \| Équipe \| Temps \| \| ------------------ \| ------------------- \| ------------------ \| ----------------------- \| ------------------ \| \| 1er \| Jasper Philipsen \| Belgique \| BMC Development \| 9 h 50 min 32 s \| \| 2e \| Eddie Dunbar \| Irlande \| Axeon-Hagens Berman \| + 11 s \| \| 3e \| Neilson Powless \| États-Unis \| Axeon-Hagens Berman \| + 13 s \| \| 4e \| Stan Dewulf \| Belgique \| Lotto-Soudal U23 \| + 15 s \| \| 5e \| Callum Scotson \| Australie \| BMC Development \| + 18 s \| \| 6e \| Christopher Lawless \| Royaume-Uni \| Axeon-Hagens Berman \| + 20 s \| \| 7e \| Leon Rohde \| Allemagne \| Development Team Sunweb \| + 27 s \| \| 8e \| Tom Wirtgen \| Luxembourg \| Leopard Pro Cycling \| + 27 s \| \| 9e \| William Barta \| États-Unis \| Axeon-Hagens Berman \| + 27 s \| \| 10e \| Jan Brockhoff \| Allemagne \| Leopard Pro Cycling \| + 34 s \| |                     |             |                         |                 |
| |                     |             |                         |                 |
| Sources : ProCyclingStats Cycling Quotient |                     |             |                         |                 |
| Classement général |                     |             |                         |                 |
| Coureur | Coureur             | Pays        | Équipe                  | Temps           |
| 1er | Jasper Philipsen    | Belgique    | BMC Development         | 9 h 50 min 32 s |
| 2e | Eddie Dunbar        | Irlande     | Axeon-Hagens Berman     | + 11 s          |
| 3e | Neilson Powless     | États-Unis  | Axeon-Hagens Berman     | + 13 s          |
| 4e | Stan Dewulf         | Belgique    | Lotto-Soudal U23        | + 15 s          |
| 5e | Callum Scotson      | Australie   | BMC Development         | + 18 s          |
| 6e | Christopher Lawless | Royaume-Uni | Axeon-Hagens Berman     | + 20 s          |
| 7e | Leon Rohde          | Allemagne   | Development Team Sunweb | + 27 s          |
| 8e | Tom Wirtgen         | Luxembourg  | Leopard Pro Cycling     | + 27 s          |
| 9e | William Barta       | États-Unis  | Axeon-Hagens Berman     | + 27 s          |
| 10e | Jan Brockhoff       | Allemagne   | Leopard Pro Cycling     | + 34 s          |

### Classements annexes

#### Classement par points
| Classement par points | Classement par points | Classement par points | Classement par points   | Classement par points |
| Coureur               | Coureur               | Pays                  | Équipe                  | Points                |
| --------------------- | --------------------- | --------------------- | ----------------------- | --------------------- |
| 1er                   | Jasper Philipsen      | Belgique              | BMC Development         | 50 pts                |
| 2e                    | Christopher Lawless   | Royaume-Uni           | Axeon-Hagens Berman     | 48 pts                |
| 3e                    | Eddie Dunbar          | Irlande               | Axeon-Hagens Berman     | 30 pts                |
| 4e                    | Daniel Auer           | Autriche              | Felbermayr Simplon Wels | 28 pts                |
| 5e                    | Milan Menten          | Belgique              | Lotto-Soudal U23        | 27 pts                |
| 6e                    | Neilson Powless       | États-Unis            | Axeon-Hagens Berman     | 26 pts                |
| 7e                    | Leon Rohde            | Allemagne             | Development Team Sunweb | 23 pts                |
| 8e                    | Aksel Nõmmela         | Estonie               | Leopard Pro Cycling     | 20 pts                |
| 9e                    | Alexander Krieger     | Allemagne             | Leopard Pro Cycling     | 16 pts                |
| 10e                   | William Barta         | États-Unis            | Axeon-Hagens Berman     | 15 pts                |

#### Classement par équipes
| Classement par équipes | Classement par équipes  | Classement par équipes | Classement par équipes |
| Équipe                 | Équipe                  | Pays                   | Temps                  |
| ---------------------- | ----------------------- | ---------------------- | ---------------------- |
| 1re                    | Axeon-Hagens Berman     | États-Unis             | 29 h 32 min 17 s       |
| 2e                     | BMC Development         | États-Unis             | + 38 s                 |
| 3e                     | Lotto-Soudal U23        | Belgique               | + 1 min 09 s           |
| 4e                     | Leopard                 | Luxembourg             | + 1 min 20 s           |
| 5e                     | SEG Racing Academy      | Pays-Bas               | + 1 min 22 s           |
| 6e                     | EFC-L&R-Vulsteke        | Belgique               | + 2 min 04 s           |
| 7e                     | Differdange-Losch       | Luxembourg             | + 2 min 06 s           |
| 8e                     | Development Team Sunweb | Allemagne              | + 2 min 08 s           |
| 9e                     | Wiggins                 | Royaume-Uni            | + 2 min 34 s           |
| 10e                    | AGO-Aqua Service        | Belgique               | + 2 min 38 s           |